# Ostrew

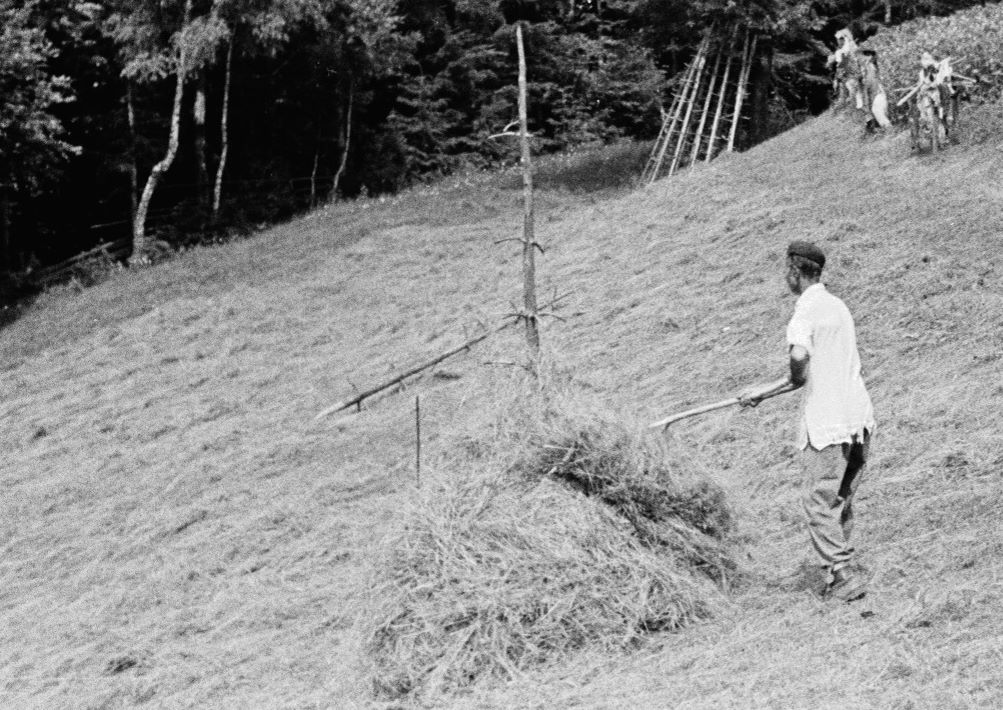
Układanie siana wokół ostrewki, w tle ostrewki oparte o drzewo

Ostrew (gwar.), ostrzew, zdrobniale ostrewka – pień drzewa z ociosanymi gałęziami po bokach, służący jako drabina, bariera, lub stojak na siano.
By wykonać ostrzew używano świerka lub jodły o gęstych gałęziach, przycinając je by uzyskać długie sęki. Tak przygotowana ostrzew mogła służyć jako drabina, np. podczas ataku na mury. W fortyfikacji, ostrwie o ostro zaciosanych gałęziach używano do budowy kobyleń.
Gdy używana jako drabina, boczne sęki służyły jako oparcie dla stóp. Ostrwią nazywano też drabinę wykonaną z pnia, przez który przepuszczono kołki na wylot, tworząc w ten sposób stopnie.
Tak ociosane pnie świerkowe służyły też jako stojaki na polach do suszenia siana, koniczyny itp. W tym kontekście zazwyczaj nazywana ostrewką.
Jako mobilium herbowe ostrzew jest symbolem prawdy, wychodzącej na jaw, tak jak ostrzew odsłania się po usunięciu liści. Występuje m.in. w polskich herbach Korwin i Nieczuja, a w wersji z korzeniem – w herbie Cielepała.

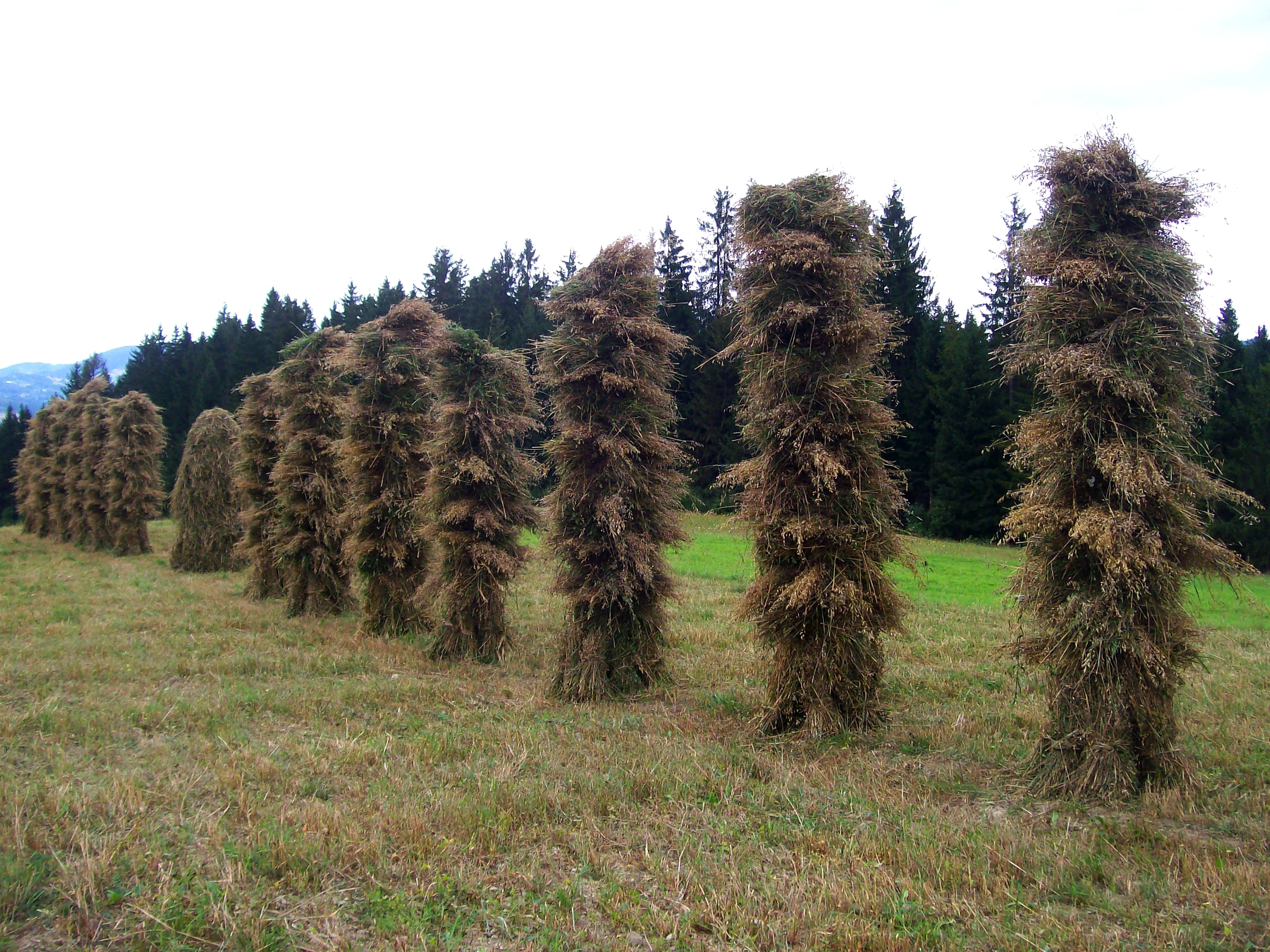
Ostrew wykorzystana w żniwach owsianych
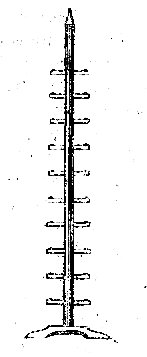
Ostrew-drabina
Ostrew w herbie Nieczuja
Skrzyżowane ostrwie pod broną w herbie Ořechova